# مکس مرکل
مکس مرکل (به آلمانی: Max Merkel) (زادهٔ ۷ دسامبر ۱۹۱۸ – درگذشتهٔ ۲۸ نوامبر ۲۰۰۶) بازیکن و مربی فوتبال اهل اتریش بود. او در دوران بازی برای هر دو تیم ملی فوتبال اتریش و آلمان به میدان رفت؛ مرکل یک مدافع بود. او بخش زیادی از دوران بازی خود را در تیم راپید وین سپری کرد.
در دوران مربی‌گری، او هدایت تیم‌های مختلفی از جمله تیم ملی فوتبال هلند، راپید وین، بروسیا دورتموند، مونیخ ۱۸۶۰، نورنبرگ، سویا، اتلتیکو مادرید، شالکه ۰۴ و آگسبورگ را بر عهده داشت و به موفقیت‌هایی از جمله دو عنوان قهرمانی بوندس‌لیگا با تیم‌های مونیخ ۱۸۶۰ و نورنبرگ و همچنین عنوان قهرمانی لیگ اسپانیا و جام حذفی فوتبال اسپانیا با اتلتیکو مادرید دست یافت. او نخستین مربی خارجی بود که عنوان قهرمانی بوندس‌لیگا را کسب می‌کرد.

## افتخارات

### مربی
راپید وین
- لیگ اتریش: ۵۷–۱۹۵۶

مونیخ ۱۸۶۰
- بوندس لیگا: ۶۶–۱۹۶۵
- جام حذفی فوتبال آلمان: ۶۴–۱۹۶۳
- جام برندگان جام اروپا، نایب‌قهرمان: ۶۵–۱۹۶۴

نورنبرگ
- بوندس لیگا: ۶۸–۱۹۶۷

اتلتیکو مادرید
- کوپا دل‌جنرالیزیمو: ۷۲–۱۹۷۱
- لیگ اسپانیا: ۷۳–۱۹۷۲